# Sesmaria da Pedra Branca
Sesmaria da Pedra Branca foi uma sesmaria concedida pela coroa portuguesa, em 25 de setembro de 1793, a Domingos Vieira e Silva, então morador na Aplicação de Nossa Senhora da Ajuda, hoje Três Pontas, Minas Gerais.

## Histórico
Conforme provou o historiador José Nicodemos de Figueiredo, esta sesmaria localizava-se em parte no atual território de Campos Gerais e em parte no território do atual município de Santana da Vargem, não tendo portanto, nenhuma relação com a cidade de Alfenas.
O documento de "concessão de meia légua de terras devolutas, na Comarca do Rio das Mortes " é bem claro, quando cita que as terras confrontavam com o Capitão José Álvares (de Figueiredo), este casado com Maria Vilela do Espírito Santo, irmã de Ana Vilela de Assunção, primeira mulher de Domingos Vieira da Silva. Além do que, o Capitão-Mor José Álvares de Figueiredo teve sua sesmaria concedida em 21 de julho de 1778, no atual território de Boa Esperança, cuja sede era a "Fazenda São Pedro" que deu nome à serra e ao ribeirão homônimos. Nas proximidades da outrora chamada "Serra de São Pedro", existe ainda o magnífico solar de Manuel Álvares de Figueiredo, sede da "Fazenda da Serra". Também, Luís Lourenço Martins e José Ferreira Ribeiro, citados no documento de concessão, foram moradores de Campos Gerais. Por fim, Boa Esperança nunca fez divisa com Alfenas, estando o território de Campos Gerais entres estes municípios. O que Figueiredo provou foi que a "Sesmaria da Pedra Branca", citada por Apásia Viana Manso Vieira Ayer, não ficava no território do atual município de Alfenas e sim entre Campos Gerais e Três Pontas, o que foi corroborado pela confirmação de ter havido no território de Alfenas, uma "Fazenda da Pedra Branca", pertencente ao Capitão Joaquim Martins Borralho, o que é confirmado pelo inventário de Borralho, datado de 1832. Assim, trata-se de duas propriedades com o nome "Pedra Branca", cada uma , obviamente, num território diferente.

## Descrição topográfica

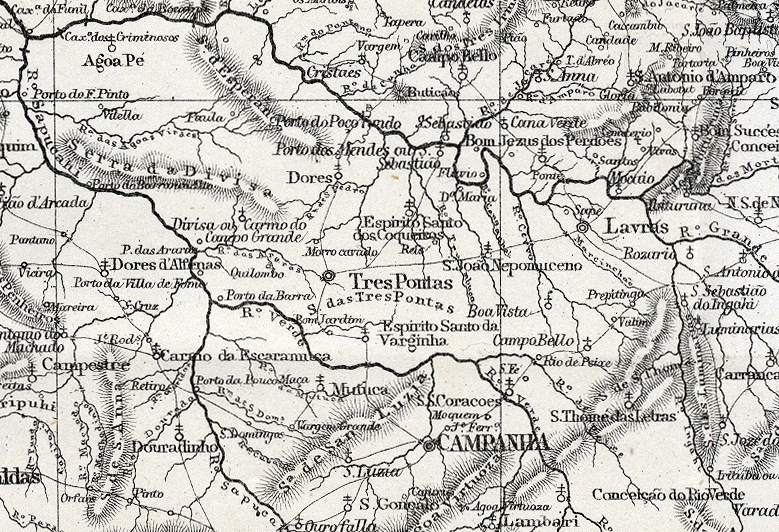
Mapa da região de Três Pontas em 1865, incluindo o território da Sesmaria da Pedra Branca, mostrando o “Morro Cavado”, que depois de 30 de dezembro de 1962, passou a integrar o território do recém-criado município de Santana da Vargem.

A sua descrição, pelas referências topográficas atuais, é a seguinte:inicia no alto da Serra de Campos Gerais, que antes era chamada de Serra de São Pedro, e hoje Serra do Paraíso,até o local chamado Catumbi ou Rancharia, deste ponto segue pelo alto da serra, em águas vertentes, até o pico mais alto da  serra do Paraíso (onde hoje se encontra o Cristo Redentor, de frente à atual cidade de Campos Gerais), deste ponto segue pela direita, em direção até a Pedra Branca, limite entre Campos Gerais e Campo do Meio, daí voltando em linha reta ao Córrego do Ouro, donde vira à esquerda, em direção ao Morro Cavado (onde Domingos residia), na vertente de Três Pontas com Córrego do Ouro. Deste ponto, desce pela margem esquerda do Ribeirão da Capitinga (Córrego do Ouro) até a barra com o Ribeirão São Pedro e, neste ponto segue, em linha reta, para o alto da serra, no Catumbi, onde iniciou esta descrição.